# Ditt hjärta är en stjärna
Ditt hjärta är en stjärna är MABD:s tredje musikalbum, släppt 2006. Skivan producerades av Jari Haapalainen.

## Låtlista
1. Stockholm
2. Reevolution
3. Varför därför
4. Matti apornas son
5. En tidsinställd bomb
6. Tallar och granar
7. Här är ditt liv
8. Helg igen
9. Nere på parkeringen
10. Kom kom
11. Fotografiskt minne
12. Vi lägger oss igen